# 阿曼德·彭文
阿曼德·彭文（1926年11月26日—2012年2月27日）是一名法國前足球運動員，司職後衛及領隊。彭文職業生涯的大部分時間都效力於蘭斯，贏得四次法甲冠軍，並有一次晉級至歐冠盃決賽中。彭文為法國國家隊上陣39場，並射入兩球。作為一名球員退役後，彭文在1962年7月至12月期間辭去馬賽領隊的職務，然後在1963-64年賽季成為當地球會La Ciotat的技術總監。2012年2月28日，彭文逝世，享年85歲。

## 榮譽
蘭斯
- 法甲：1948–49、1952–53、1954–55及1957–58; 亞軍：1946–47及1953–54
- 法國超級盃：1955, 1958
- 歐冠盃亞軍：1955–56
- 拉丁盃：1953；亞軍：1955

## 外部鏈接
- ARMAND PENVERNE （页面存档备份，存于）於法國足球總會（法語）
- 阿曼德·彭文在 National-Football-Teams.com 上的出场纪录
- Armand Penverne profile （页面存档备份，存于）在worldfootball.net上的出場紀錄